# Pseudorhynchus robustus
Pseudorhynchus robustus är en insektsart som beskrevs av Willemse, C. 1953. Pseudorhynchus robustus ingår i släktet Pseudorhynchus och familjen vårtbitare. Inga underarter finns listade i Catalogue of Life.